# Маллінгар
Маллінгар (англ. Mullingar; ірл. An Muileann gCearr) — місто в Ірландії та адміністративний центр графства Західний Міт.

## Клімат
Місто знаходиться у зоні, котра характеризується морським кліматом. Найтепліший місяць — липень із середньою температурою 15.2 °C (59.4 °F). Найхолодніший місяць — січень, із середньою температурою 4.5 °С (40.1 °F).
| Клімат Маллінгара       | Клімат Маллінгара | Клімат Маллінгара | Клімат Маллінгара | Клімат Маллінгара | Клімат Маллінгара | Клімат Маллінгара | Клімат Маллінгара | Клімат Маллінгара | Клімат Маллінгара | Клімат Маллінгара | Клімат Маллінгара | Клімат Маллінгара | Клімат Маллінгара |
| Показник                | Січ.              | Лют.              | Бер.              | Квіт.             | Трав.             | Черв.             | Лип.              | Серп.             | Вер.              | Жовт.             | Лист.             | Груд.             | Рік               |
| Абсолютний максимум, °C | 13,8              | 15,4              | 19,1              | 21,6              | 25                | 28,3              | 29,7              | 29,1              | 25                | 20,1              | 17,3              | 14,6              | 29,7              |
| Середній максимум, °C   | 7,4               | 7,9               | 9,8               | 12,1              | 14,9              | 17,3              | 19,2              | 18,9              | 16,7              | 13,2              | 9,9               | 7,9               | 12,9              |
| Середня температура, °C | 4,5               | 4,7               | 6,3               | 8,1               | 10,6              | 13,2              | 15,2              | 14,8              | 12,8              | 9,7               | 6,7               | 5                 | 9,3               |
| Середній мінімум, °C    | 1,5               | 1,5               | 2,8               | 4,1               | 6,3               | 9,2               | 11,1              | 10,8              | 8,9               | 6,2               | 3,5               | 2,2               | 5,7               |
| Абсолютний мінімум, °C  | −14,9             | −6,6              | −8                | −4,4              | −2,6              | 0,2               | 3,8               | 2,1               | 0                 | −4,4              | −6,9              | −12,4             | −14,9             |
| Норма опадів, мм        | 91.7              | 72                | 78.3              | 62.1              | 68.7              | 70.5              | 61.8              | 80.8              | 73.8              | 102.1             | 82.4              | 97.1              | 941.3             |
| Днів з опадами          | 19                | 17                | 20                | 15                | 16                | 16                | 16                | 17                | 17                | 19                | 18                | 19                | 209               |
| Днів з дощем            | 19                | 17                | 20                | 15                | 16                | 16                | 16                | 17                | 17                | 19                | 18                | 19                | 209               |
| Днів зі снігом          | 5                 | 4,4               | 3,5               | 1,6               | 0,2               | 0                 | 0                 | 0                 | 0                 | 0                 | 0,4               | 2,7               | 17,8              |
| ----------------------- | ----------------- | ----------------- | ----------------- | ----------------- | ----------------- | ----------------- | ----------------- | ----------------- | ----------------- | ----------------- | ----------------- | ----------------- | ----------------- |
| Джерело: Weatherbase    |                   |                   |                   |                   |                   |                   |                   |                   |                   |                   |                   |                   |                   |

## Визначні місця
Місто має 3 озера, цікавих для туристів — Лох-Овел, Лох-Лейн та Лох-Евел. Також цікавими пам'ятками є Бельведерський садибний будинок та парк (1740). Також значний інтерес має собор Христа-Царя, збудований у 1933–1936 роках.

## Місто у масовій культурі
Згадується у фільмі Сумнів у одному із діалогів головних героїв. Також місто 12 разів згадується у романі «Улісс» та 3 рази у творі «Поминки за Фіннеганом». Сам Джойс бував у місті у дитячі роки разом із батьком.

## Відомі уродженці
- Джон Джо Невін
- Найл Хоран